# Mohmad Mamakajew
Mohmad Mamakajew (czecz. Мохьмад Мамакаев, pseudonim Магомед Тур, ur. 16 grudnia 1910 we wsi Achczoj-Martan, zm. 2 sierpnia 1973 w Groznym) – czeczeński poeta, prozaik, uczony. 
Autor m.in. powieści historycznych, nawiązujących do burzliwych dziejów Czeczenii XX w., pt. Miuryd rewolucji (1963), na temat udziału Czeczenów w wojnie domowej 1917–1918, oraz Zelimchan (1967), o szlachetnym rozbójniku czeczeńskim. Powieści te stały się klasyką literatury czeczeńskiej, choć ze względu na czas powstania niekiedy są krytykowane za pewną stronniczość w przedstawieniu faktów.
Polski przekład dwóch wierszy Mamakajewa ukazał się w tomiku Wajnachowie - wojna i wolność. Poezja czeczeńska i inguska, w opracowaniu J. E. Wieluńskiego, Lublin 1995.